# لیکویو (آلاباما)
لیکویو (به انگلیسی: Lakeview) شهری در شهرستان دیکلب ایالت آلاباما است که مساحت آن ۱٫۶۴ کیلومتر مربع است و در سرشماری سال ۲۰۱۰ میلادی، ۱۴۳ نفر جمعیت داشته و تراکم جمعیتی آن، ۸۷٫۲ نفر در هر کیلومتر مربع بوده است.